# NGC 1363
NGC 1363 ist eine Spiralgalaxie vom Hubble-Typ Sbc im Sternbild Eridanus am Südsternhimmel. Sie ist schätzungsweise 425 Millionen Lichtjahre von der Milchstraße entfernt und hat einen Durchmesser von etwa 110.000 Lj. Wahrscheinlich bildet sie gemeinsam mit NGC 1364 ein gravitativ gebundenes Galaxienpaar.
Das Objekt wurde am 31. Dezember 1877 von Sherburne Wesley Burnham entdeckt.